# Antiterrordateigesetz
Das Antiterrordateigesetz (ATDG) regelt die Errichtung, Führung und Nutzung einer gemeinsamen Datei von Polizei und Nachrichtendiensten zum Zwecke der Bekämpfung des internationalen Terrorismus mit Bezug zur Bundesrepublik Deutschland.
Das Gesetz wurde als Artikel 1 des Gemeinsame-Dateien-Gesetzes beschlossen und verkündet. Damit sollte die Gewinnung und der Austausch von personenbezogenen Daten der Sicherheitsbehörden von Bund und Ländern effektiver gestaltet und bewährte Formen der Zusammenarbeit ergänzt werden.
Beteiligte Behörden sind das Bundeskriminalamt (BKA), die in der Rechtsverordnung nach § 58 Abs. 1 des Bundespolizeigesetzes bestimmte Bundespolizeibehörde, die Landeskriminalämter, die Verfassungsschutzbehörden des Bundes und der Länder, der Militärische Abschirmdienst (MAD), der Bundesnachrichtendienst (BND) und das Zollkriminalamt (ZKA), die beim BKA zur Erfüllung ihrer jeweiligen Aufgaben eine gemeinsame Antiterrordatei führen (§ 1 Abs. 1 ATDG).
Nach § 5 Abs. 2 des Gemeinsame-Dateien-Gesetzes sollte das Antiterrordateigesetz mit Ablauf des 31. Dezember 2017 außer Kraft treten. Zudem sollte das ATDG fünf Jahre nach Inkrafttreten wissenschaftlich evaluiert werden.
Im März 2013 legte die Bundesregierung dem Deutschen Bundestag einen Bericht zur Evaluierung des Antiterrordateigesetzes vor. § 5 Abs. 2 des Gemeinsame-Dateien-Gesetzes wurde sodann mit Gesetz vom 18. Dezember 2014 aufgehoben.
Mit Gesetz von 2012 war eine gesonderte Rechtsextremismus-Datei errichtet worden, auf die jedoch im Unterschied zur Antiterrordatei insbesondere der BND keinen Zugriff hat.
Das ATDG schränkt die Grundrechte des Brief-, Post- und Fernmeldegeheimnisses nach Artikel 10 und der Unverletzlichkeit der Wohnung nach Artikel 13 des Grundgesetzes ein.
Im November 2020 entschied das Bundesverfassungsgericht, dass eine erweiterte Datennutzung (Data-Mining) nach dem Antiterrordateigesetz teilweise verfassungswidrig ist. Der § 6a Abs. 2 Satz 1 sei mit Art. 2 Abs. 1 in Verbindung mit Art. 1 Abs. 1 des Grundgesetzes unvereinbar und damit nichtig.